# ناتالي سانيرداي
ناتالي سانيرداي (بالإنجليزية: Natalie Canerday)‏ هي ممثلة أمريكية، ولدت في 9 مارس 1962 في الولايات المتحدة.

## أعمال

### أفلام
- (1999) أكتوبر سكاي[6]

## وصلات خارجية
- ناتالي سانيرداي على موقع IMDb (الإنجليزية)
- ناتالي سانيرداي على موقع قاعدة بيانات الفيلم (الإنجليزية)